# Tyrone Ferreira
Tyrone Ferreira (14 juli 1987)  is een golfprofessional uit Zuid-Afrika. Hij speelt op de Sunshine Tour en de Europese Challenge Tour.

## Amateur
Nadat Ferreira in 2007 vier grote amateurstoernooien had gewonnen was hij de beste amateur van Zuid-Afrika.

### Gewonnen
Uiteindelijk eindigde hij op de 9de plaats. 
- 2007: Western Province Amateur, Free State Open, Mpumalanga Open, Eastern Province Strokeplay

## Professional
In 2008 speelde hij het Joburg Open en stond na ronde 1 aan de leiding. Drie maanden later behaalde hij zijn eerste overwinning op de Sunshine Tour. Hij kreeg twee jaar speelrecht.
In 2010 was hij betrokken bij een auto-ongeval. Hij brak zijn enkel maar herstelde goed. Dat jaar won hij de eerste SAA Pro-Am Invitational op de  Randpark Golf Club. In 2011 werd hij 2de bij het Kenya Open en 6de bij het Kazakhstan Open, eindigde hij als nummer 42 op de Challenge Tour en kon rechtstreeks naar de Finals van de Tourschool in Spanje.

### Gewonnen
Sunshine Tour
- 2008: Chainama Hills Zambia Open
- 2010: SAA Pro-Am Invitational (Randpark)